# سیارک ۱۱۰۷۴۲
سیارک ۱۱۰۷۴۲ (به انگلیسی: 110742 Tetuokudo، نامگذاری:2001UP1) صد و ده هزار و هفتصد و چهل و دومین سیارک کشف شده‌است که در ۱۸ اکتبر ۲۰۰۱ کشف شد.